# Mustakari (ö i Finland, Norra Österbotten, lat 65,07, long 25,25)
Mustakari är en ö i Finland. Den ligger i Bottenviken och i kommunen Uleåborg i landskapet Norra Österbotten, i den norra delen av landet. Ön ligger omkring 13 kilometer nordväst om Uleåborg och omkring 550 kilometer norr om Helsingfors.
Öns area är 3,7 hektar och dess största längd är 400 meter i sydöst-nordvästlig riktning.